# Cerace diehli
Cerace diehli es una especie de polilla de la familia Tortricidae. Se encuentra en Papúa Nueva Guinea y en Sumatra.